# 선헤엄
선헤엄(treading water) 또는 입영(立泳)은 수영자의 머리가 물 위로 올라온, 세로로 선 상태에서 헤엄치는 영법이다. 선헤엄은 수영자의 머리가 수영 중 물에 잠기기 않게 해주지만 물의 저항을 극복하고 나아갈만한 충분한 추진력을 제공해주지는 못 한다.